# Rantzau (Schleswig-Holstein)
Pour les articles homonymes, voir Rantzau.
Rantzau est une commune allemande du Schleswig-Holstein, située dans l'arrondissement de Plön, entre les villes de Plön et Lütjenburg. Rantzau fait partie de l'Amt Großer Plöner See qui regroupe dix communes entourant le lac Großer Plöner See.